# Megachile ingenua
Megachile ingenua är en biart som beskrevs av Cresson 1878. Megachile ingenua ingår i släktet tapetserarbin, och familjen buksamlarbin. Inga underarter finns listade i Catalogue of Life.